# Stephin Merritt
Stephin Raymond Merritt (Boston, 17 gennaio 1966) è un cantautore e musicista statunitense, membro e leader dei Magnetic Fields, i 6ths, i Gothic Archies ed i Future Bible Heroes.
Viene considerato uno dei massimi geni melodici della fine del Novecento. Il pop introspettivo e malinconico di Merritt viene eseguito da piccoli complessi da camera, e si ramifica in molte direzioni, quali la musica dei teen idol degli anni sessanta, il synth pop, la musica colta e il folk.

## Biografia

### Gioventù
Stephin Merritt è nato a Boston il 17 gennaio 1966, ed è figlio del cantante folk Scott Fagan, che ebbe modo di incontrare solo nel 2013. Cambiò spesso residenza, e compose la sua prima traccia all'età di 14 anni servendosi di un sintetizzatore economico e un registratore a quattro piste.

### Carriera
Nel 1989 diede vita ai Magnetic Fields, che pubblicarono diversi album particolarmente apprezzati dalla critica. Merritt divenne famoso durante la seconda metà degli anni novanta, quando uscì l'album 69 Love Songs (1999), per molti l'album migliore dei Magnetic Fields, e inaugurò una serie di progetti paralleli quali i 6ths, comprendenti membri di Sebadoh, Luna e Young Marble Giants, i Gothic Archies, e i Future Bible Heroes.
Negli anni duemila scrisse le musiche di film (Eban and Charley, 2000; Schegge di April, 2003), show televisivi (The Adventures of Pete & Pete), e di varie opere teatrali di Chen Shi-Zheng. Oltre a ciò, Merritt lavorò anche per le riviste Spin e Time Out.
Nel 2009, Merritt scrisse la colonna sonora del musical Coraline, tratto dal romanzo eponimo di Neil Gaiman. Le musiche vennero eseguite da un pianoforte tradizionale, un pianoforte giocattolo, e un pianoforte preparato.
Nel 2010, in occasione del San Francisco International Film Festival, Merritt reinterpretò la colonna sonora del film Ventimila leghe sotto i mari del 1916 assieme a un ensemble mentre la pellicola veniva riprodotta.
A Merritt venne dedicato il documentario Strange Powers: Stephin Merritt and the Magnetic Fields, presentato in anteprima nel marzo del 2010.
Nel 2014, Merritt pubblicò la sua raccolta di poemetti 101 Two-Letter Words.

## Vita privata
Merritt è ateo, indossa solo abiti marroni, si è dichiarato gay, è vegano (dichiara di "non mangiare un animale dal 1983"), e sostiene anche di essere autistico. Egli soffre di iperacusia, un disturbo a cui fa riferimento in alcune delle sue canzoni e a causa del quale indossa dei tappi per le orecchie durante i suoi concerti. Proprio per questo motivo, durante le performance dal vivo, Merritt si copre l'orecchio sinistro quando il pubblico applaude.
Nel corso della sua vita, Merritt ha usato diverse grafie del suo nome. "Stephin" veniva da lui originariamente usato per rintracciare le mail indesiderate, ma venne in seguito usato in via definitiva nel corso della sua carriera artistica.

## Opere
- 101 Two-Letter Words, 2014.

## Discografia

### Discografia solista
- 2006 – Showtunes
- 2011 – Obscurities

### Nei gruppi

#### Nei Magnetic Fields

##### Album in studio
- 1991 – Distant Plastic Trees
- 1992 – The Wayward Bus
- 1994 – The Charm of the Highway Strip
- 1994 – Holiday
- 1995 – Get Lost
- 1999 – 69 Love Songs
- 2004 – I
- 2008 – Distortion
- 2010 – The Magnetic Fields
- 2012 – Love at the Bottom of the Sea
- 2017 – 50 Song Memoir
- 2020 – Quickies

#### Nei 6ths

##### Album in studio
- 1995 – Wasps' Nests
- 2000 – Hyacinths and Thistles

#### Gothic Archies

##### Album in studio
- 1996 – Looming in the Gloom
- 1997 – The New Despair
- 2006 – The Tragic Treasury: Songs from A Series of Unfortunate Events

#### Nei Future Bible Heroes

##### Album in studio
- 1997 – Memories of Love
- 2002 – Eternal Youth
- 2013 – Partygoing

##### Extended play
- 1997 – Lonely Days
- 2000 – I'm Lonely (And I Love It)
- 2003 – The Lonely Robot

## Colonne sonore
- Eban and Charley (Merge, 2002)
- Pieces of April (Nonesuch, 2003)